# Födoämnesintolerans
Födoämnesintolerans är ökad känslighet mot vissa födoämnen, och begreppet används när födoämnesöverkänslighet inte beror på födoämnesallergi. 
- Vid brist på enzymet laktas tål man inte mjölksocker, laktos. Tillståndet kallas då laktosintolerans.
- Det kan även röra sig om en ökad känslighet för biologiskt aktiva aminer i födan, biogena aminer, till exempel histamin.
- När det rör sig om immunologiska mekanismer talar man inte om intolerans utan om födoämnesallergi.